# Кампания в Западната пустиня
Кампанията в Западната пустиня от 11 юни 1940 до 4 февруари 1943 година е военна кампания в района на Западната пустиня, първи етап от Северноафриканската кампания на Втората световна война.
Тя започва с нападение на Италия срещу контролирания от Великобритания Египет. Британските сили, с подкрепления от други съюзнически страни, отговарят с успешно контранастъпление в Италианска Либия, в резултат на което на фронта е изпратен новосъздаденият Германски африкански корпус. През следващите месеци се водят сражения с променлив успех до решителната победа на Съюзниците във Втората битка при Аламейн. В началото на 1943 година Съюзниците настъпват дълбоко в Либия, изтласквайки оттам италианските и германски войски.